# بيرلينجتون (أونتاريو)
بيرلينجتون، أونتاريو (بالإنجليزية: Burlington)‏ هي مدينة كندية تقع في مقاطعة أونتاريو. تبلغ مساحة هذه المدينة 185.7403 (كم²)، ويبلغ عدد سكانها 164415 نسمة حسب إحصاء سنة 2006 م، بينما كان يسكنها 150836 نسمة في سنة 2001 م. تحتل هذه المدينة المرتبة رقم 27 بين مدن كندا حسب عدد السكان والمرتبة رقم 12 في المقاطعة. نما عدد السكان في هذه المدينة بنسبة (9) بين العامين المذكورين.

## توأمة
لبيرلينجتون (أونتاريو) اتفاقيات توأمة مع:
- ميرتل بيتش

## معرض صور

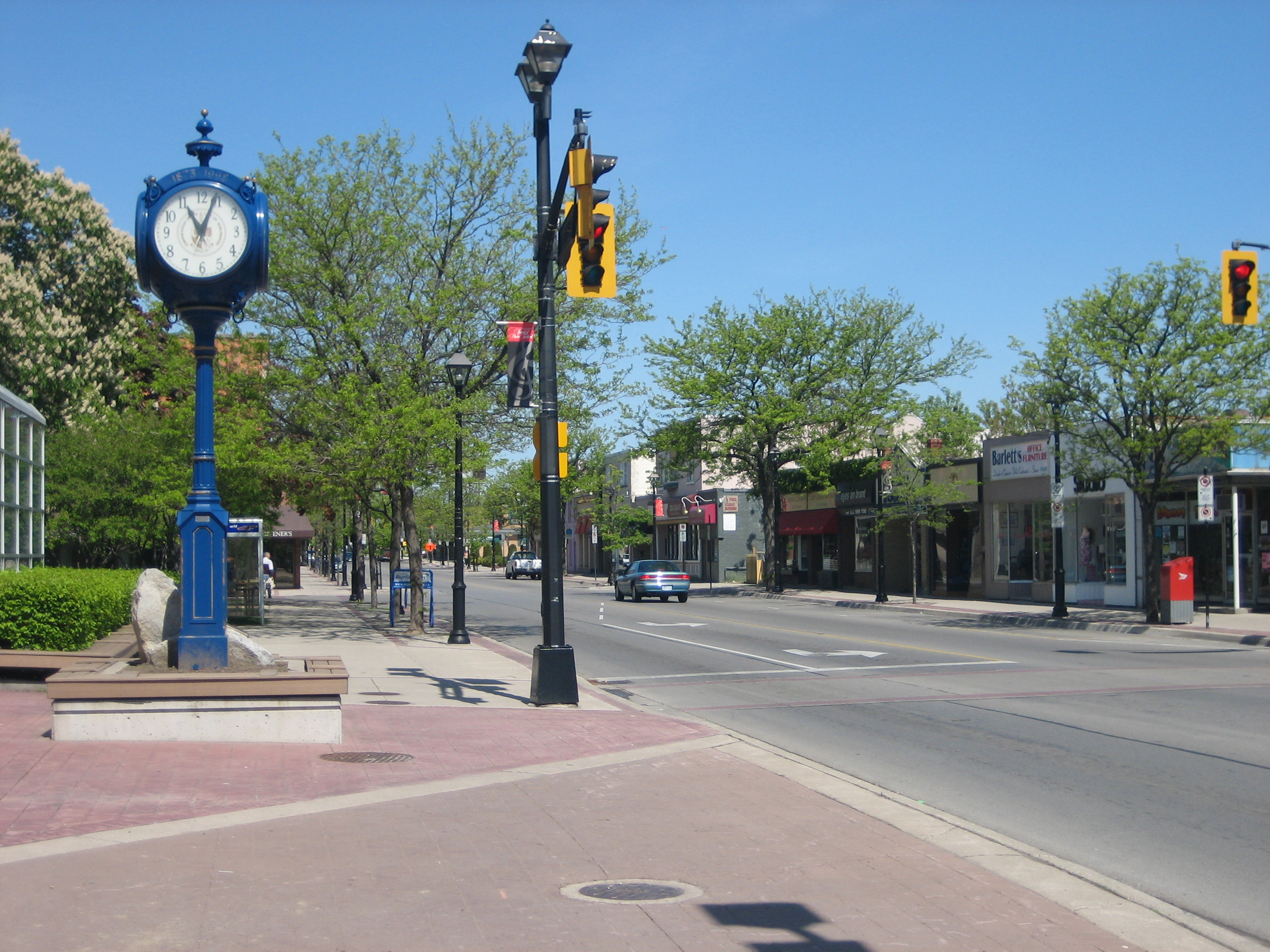
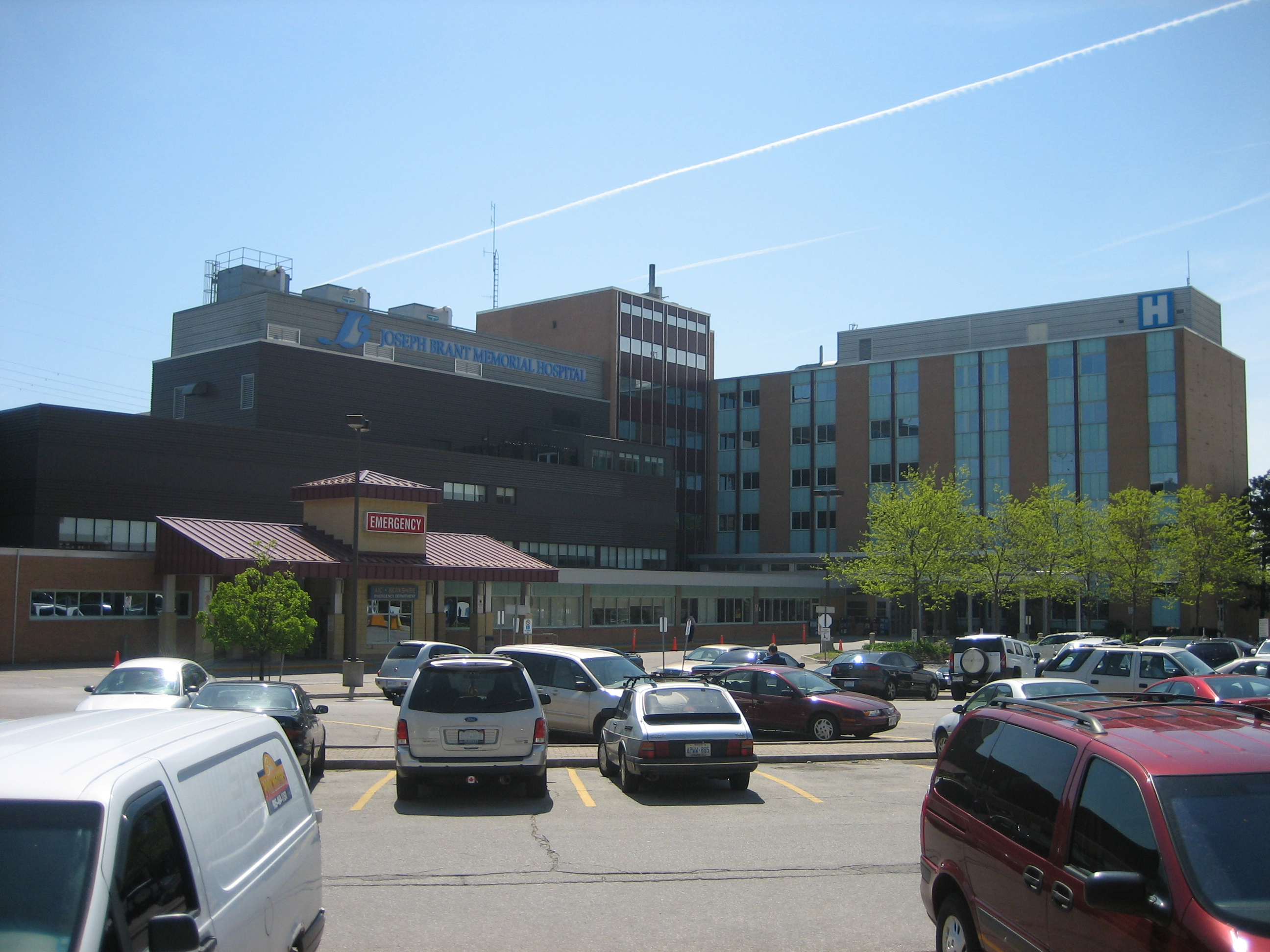
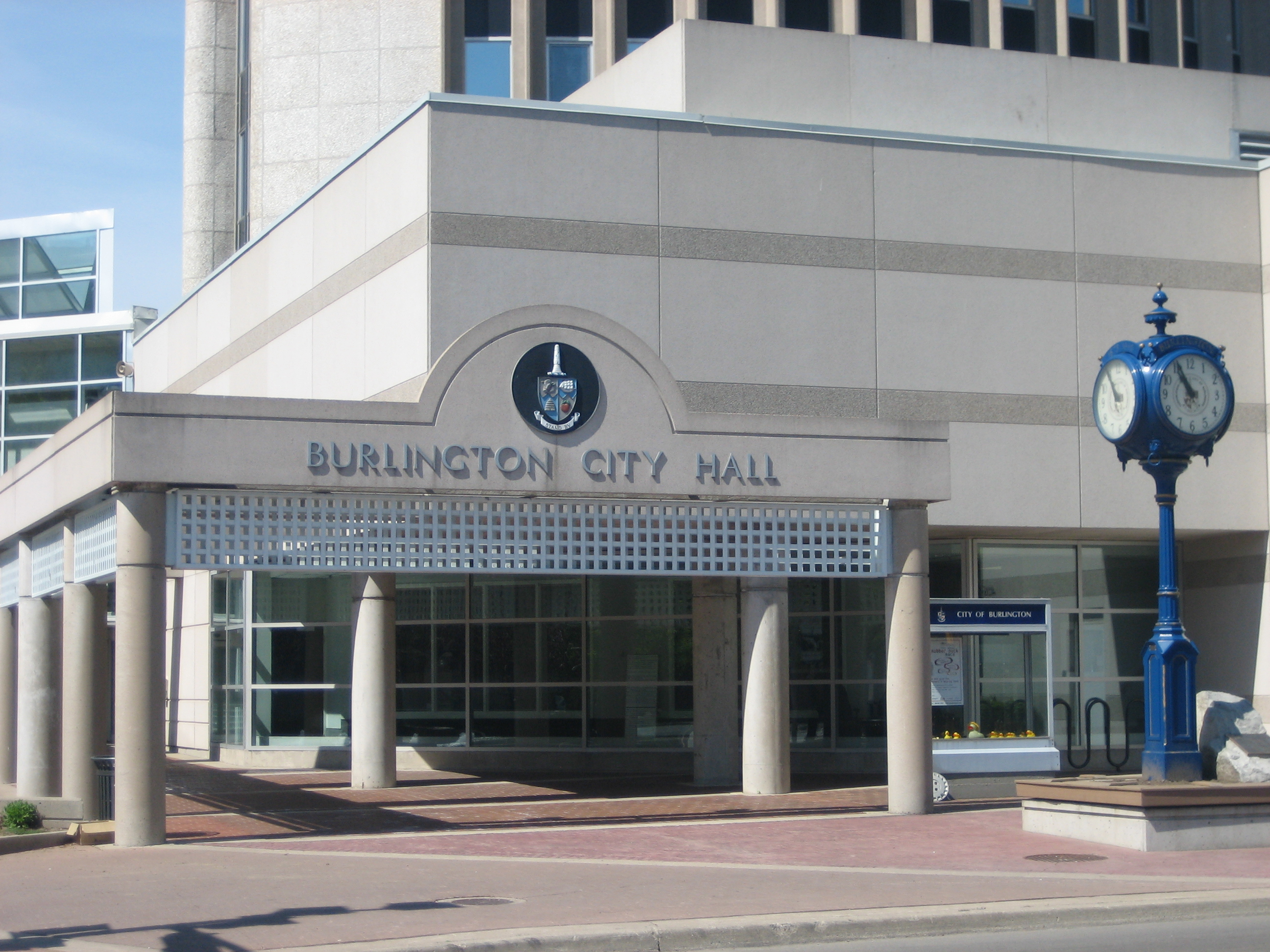
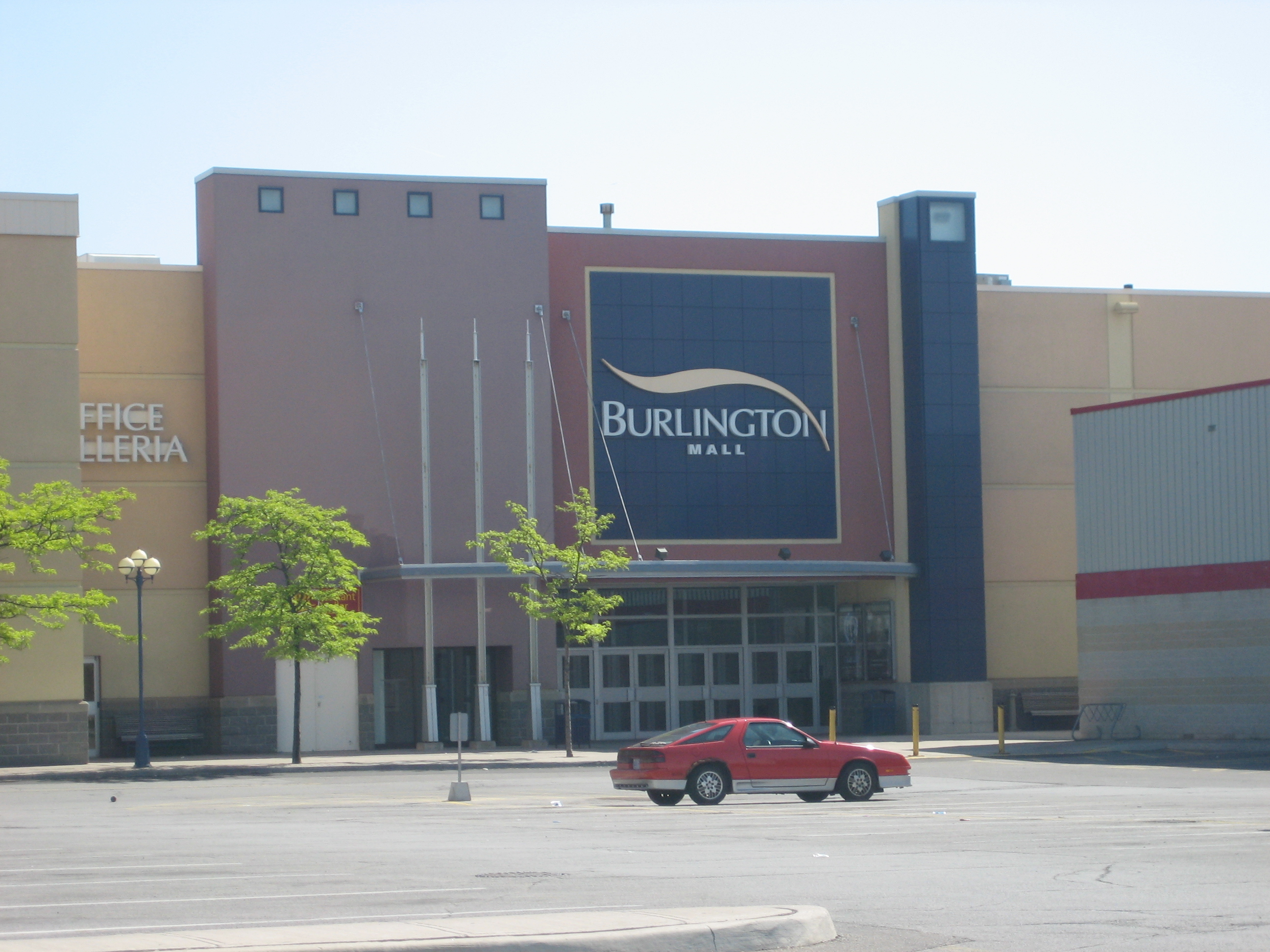

## أعلام
- بيل ريتشاردز
- جورج ألبرت كير
- جون والاس
- ريتشارد بدر
- هاري باين
- غوردون ديكسون
- نيك بيتمان
- توري هيغينسون
- جوش أندرسون
- آدم كريغتون

## وصلات خارجية
- الأطلس الحكومي لكندا
- إحصاءات كندا مع ساعة تعداد السكان